# Déportation de l'île Saint-Jean
Vous lisez un « bon article » labellisé en 2013.

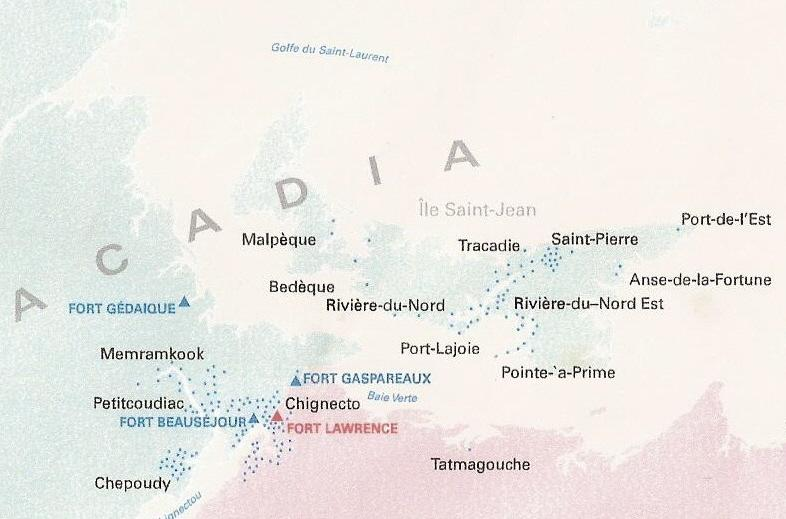
l'isle de Saint-Jean avant la déportation.

La déportation de l'île Saint-Jean – actuelle province de l'Île-du-Prince-Édouard, au Canada – a lieu de 1758 à 1759 et constitue un épisode de la déportation des Acadiens (1755-1763), dans le contexte du Grand Dérangement.
La déportation de l'île Saint-Jean a lieu après le siège de Louisbourg. La déportation est ordonnée par l'amiral anglais Edward Boscawen et confiée au lieutenant-colonel Andrew Rollo. Après la chute de l'établissement français de Port-LaJoye le 17 août 1758, les Britanniques construisent le fort Amherst. La population de l'île ayant été sous-estimée, trois vagues successives de déportation sont nécessaires, quoique la troisième ne parvienne pas à capturer qui que ce soit. Certains prisonniers transitent par Louisbourg. Les militaires et membres de l'administration sont envoyés en Angleterre et les civils en France. De nombreux habitants parviennent à s'échapper, notamment avec l'aide des Micmacs et du marin acadien Nicolas Gautier. Les gens restés sur l'île souffrent rapidement de famine. Plusieurs déportés restent prisonniers en Angleterre jusqu'en 1763.
Peu d'historiens ont étudié en profondeur les événements et plusieurs, dont Henri-Raymond Casgrain, ont contribué à répandre des mythes sur le sujet. De plus, les allégations de scalpation continuent de diviser les historiens. Le nombre de personnes touchées par la déportation n'est d'ailleurs pas connu avec précision. L'historien Earle Lockerby estime toutefois que, sur 4 700 habitants, 3 100 ont été déportés, de 1 400 à 1 500 fuient l'île et de 100 à 200 sont restés sur place. Parmi les déportés, environ 1 649 sont morts à bord des bateaux ou après la traversée, la plupart du temps de maladies ou de malnutrition mais aussi de naufrages. La Mary est particulièrement touchée par la maladie, tandis qu'au moins trois bateaux, le Duke William, le Ruby et le Violet, sombrent. Les déportés de l'île Saint-Jean sont, malgré tout, mieux traités que les autres déportés. La déportation de l'île Saint-Jean est commémorée le 13 décembre par le Jour du souvenir acadien.

## Contexte

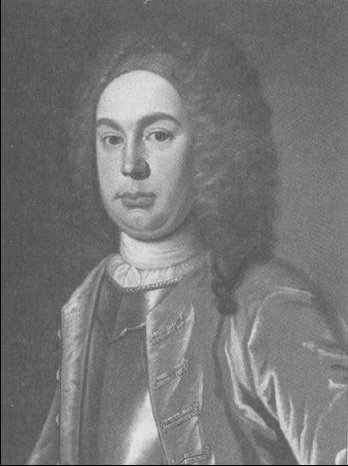
Portrait d'Andrew Rollo vers 1758.

Île Saint-Jean en 1758.

La conquête de l'Acadie française par les Britanniques est reconnue par le traité d'Utrecht, en 1713. La France conserve pourtant l'île Saint-Jean, ainsi que l'île Royale – l'actuelle île du Cap-Breton – sur laquelle se trouve la forteresse de Louisbourg, le siège du gouvernement colonial. L'île Saint-Jean est peuplée de Français dans les années 1720. La partie péninsulaire de l'Acadie devient la Nouvelle-Écosse tandis que la partie continentale – l'actuel Nouveau-Brunswick – est disputée entre la France et la Grande-Bretagne. Cette situation, ainsi que le refus des Acadiens de la Nouvelle-Écosse de prêter un serment d'allégeance, contribue à l'idée de déporter les Acadiens.
La déportation des habitants de l'île Saint-Jean et la destruction de leurs villages est projetée dès la première prise de Louisbourg, en 1745, sans que le projet n'aboutisse. L'établissement de Jean-Pierre Roma à Trois-Rivières est tout de même incendié le 20 juin 1745. La déportation des Acadiens vivant sur le continent commence, quant à elle, en 1755. De nombreux Acadiens se réfugient alors à l'île Saint-Jean, où ils deviennent majoritaires. En 1757, craignant une déportation à l'île Saint-Jean, le gouverneur Pierre de Rigaud de Vaudreuil demande à la France de poster des frégates à Port-la-Joye, alors le centre administratif de l'île. L'établissement est situé près du hameau actuel de Rocky Point, au sud de Charlottetown,.
Le 2 juillet 1758, les généraux britanniques James Wolfe et Jeffery Amherst assiègent la forteresse de Louisbourg, forts d'une flotte de plus de 120 navires et disposant de 12 000 hommes. Le gouverneur Augustin de Boschenry de Drucourt n'a que 2 900 hommes et dix navires à leur opposer et il capitule le 26 juillet. La garnison est emprisonnée en Grande-Bretagne. Edward Boscawen est d'abord chargé de la forteresse mais est remplacé par le contre-amiral Philip Durell. La forteresse est par la suite rasée dans les années 1770.
Les articles de la capitulation ne mentionnent pas la population civile de l'île Royale et de l'île Saint-Jean. La déportation des civils est confiée au lieutenant-colonel Andrew Rollo le 8 août. Il ne quitte Louisbourg que le 10, aux commandes d'une flotte de quatre navires de transport, soit le Bristol (130 hommes), la Catherine (90 hommes), le Dunbar (140 hommes) et le King of Prussia (140 hommes), le tout mené par le Hind, un man'o'war dont le capitaine est Robert Bond. Deux ou trois officiers du gouverneur Drucourt font partie des passagers, avec mission d'informer les habitants des articles de la capitulation. Les navires emportent également des provisions pour trois mois et du matériel pour la construction du fort Amherst à Port-la-Joye. Après la construction de ce fort, le plan prévoit d'y regrouper tous les habitants de l'île avant leur transfert à Louisbourg, en compagnie des militaires.

## Capture
| \| Port-la-Joye Forteresse de Louisbourg \| Carte de localisation des principaux lieux évoqués, sur une carte moderne. |
| Port-la-Joye Forteresse de Louisbourg                                                                                  |

### Première vague
La flotte arrive en vue de Port-la-Joye le 17 août et intercepte un bateau battant pavillon blanc. À trois heures de l'après-midi, le Hind fait feu sur le fort français ; la capitulation est signée le jour même par le major Gabriel Rousseau de Villejouin, commandant de l'île. Les officiers et les fonctionnaires français sont vraisemblablement les premiers à être faits prisonniers. Le 18, le Hind emprunte la rivière du Nord-Est — actuelle rivière Hillsborough — et fait quelques prisonniers, en plus de capturer trois canons, probablement près du village actuel de Frenchfort, sur la rive nord de la rivière. Durant la semaine suivante, les marchandises sont déchargées des navires de transport. Le 24 août, les Britanniques observent deux goélettes françaises descendant la rivière du Nord-Est, suivie le 26 par une goélette chargée de prisonniers. En tout, 692 prisonniers sont répartis à bord de cinq bateaux et du Hind,. La flotte quitte Port-la-Joye le 31 août.

### Deuxième vague
Les autorités britanniques estimaient le nombre d'habitants de l'île Saint-Jean à 400 ou 500 personnes seulement. À la suite de l'information donnée par Rollo, l'amiral Boscawen lui fournit, le 8 septembre, treize navires de transport et des provisions pour deux mois afin de déporter 3 540 autres personnes. Le 11 septembre, l'amiral charge Charles Hay, un agent des transports, de diriger les opérations, avec le capitaine Bond du Hind. La flotte quitte l'île le 14 septembre, avec un navire de transport de plus que prévu ainsi qu'une goélette et un senau. Le mauvais temps rend difficile le passage par le détroit de Canso mais le Hind arrive en vue de l'île Saint-Jean le 26. Le Yarmouth s'échoue le 27 septembre et est libéré le lendemain. Le 29 septembre, le Hind est repoussé dans la baie Saint-Georges par le vent. Entre-temps, le 18 septembre, l'amiral décide d'envoyer trois autres navires vers l'île Saint-Jean : la Mary, le Richard and Mary et le Scarborough. On ne sait pas ce qui arrive à ces trois bateaux mais le journal de bord du Hind mentionne que le Juno et l’Etna traversent le détroit de Canso le 24 septembre, accompagnés de plusieurs bateaux de transport, tandis qu'une chaloupe et un navire traversent le lendemain. Le Juno et l’Aetna reviennent d'une attaque au fleuve Miramichi durant la deuxième moitié de septembre. Quoi qu'il en soit, au moins l'un des trois navires envoyés par Boscawen fait le voyage, puisque le Richard and Mary a des avaries lors du voyage de retour de Port-la-Joye. Le capitaine Bond parvient finalement à mener la flotte vers Port-la-Joye le 3 octobre.
Pendant les dix premiers jours, les bateaux sont chargés et déchargés de provisions et de la bière d'épinette est même préparée. Deux expéditions sont envoyées, le 4 et le 6 octobre, afin de récupérer le bétail laissé par la population. Le 15 octobre, le capitaine Bond envoie une chaloupe vers la rivière du Nord-Est afin de capturer d'autres civils, une tâche qui se poursuit jusqu'au début novembre. Le 20 octobre, la plupart des habitants de Pointe-Prime, incluant le curé Jacques Girard, sont embarqués sur plusieurs bateaux dont le Duke William, à destination de Port-la-Joye,. Jacques Girard célèbre plusieurs mariages à cet endroit car plusieurs prisonniers craignent d'être enrôlés de force dans l'armée s'ils sont déportés en France. Les habitants de Malpèque ne sont pas déportés à cause de la distance trop grande entre Port-la-Joye et leur région.

### Troisième vague
Afin de remplacer les troupes au fort Amherst et de capturer les habitants de l'île ayant échappé à la déportation, le gouverneur Whitmore y envoie un bateau accompagné de deux sloops au début du printemps 1759. Deux des bateaux retournent le 30 juin à Louisbourg, avec la nouvelle qu'il ne reste plus d'Acadiens sur l'île. Selon l'historien canadien Earle Lockerby, un spécialiste de l'Île-du-Prince-Édouard, il est probable qu'ils ont tous quitté l'île à la fin de l'automne 1758 car c'est à ce moment que le curé Dosque quitte Malpèque. Il se peut tout de même que certaines personnes soient toujours cachées puisque, lorsque Samuel Johannes Holland arpente l'île en 1764, il note la présence de quelques Acadiens.

## Résistance
Le major Gabriel Rousseau de Villejouin connaissait les plans des Britanniques – Louisbourg était menacée depuis trois ans – mais s'attendait à ce qu'un seul navire arrive. À l'été 1756, il fait armer quelques habitants, déplacer des vivres et demande à ses concitoyens de se préparer à se cacher dans la forêt. Des habitants se rendent au camp d'Espérance, à la rivière Miramichi, mais ils se résignent à revenir sur l'île à cause du manque de vivres. Selon l'historien Bona Arsenault, Villejouin aurait envoyé de 700 à 800 réfugiés à Petite-Rochelle mais, selon Earle Lockerby, ce serait dû à une mauvaise interprétation d'une lettre du major. À l'été 1758, le major général Jeffery Amherst envoie d'ailleurs le brigadier général James Wolfe déloger les Acadiens de la baie des Chaleurs et du fleuve Miramichi.
Le débarquement des forces de Rollo à Port-LaJoye est très stratégique car la plupart des Acadiens de l'île habitent dans le même bassin hydrographique. Certaines localités sont en revanche éloignées, comme Saint-Pierre-du-Nord, le plus gros village de l'île, dont la plupart des habitants se sont vraisemblablement déjà enfuis. Il est fort probable que les habitants d'autres villages, comme Bédèque (Bedec), La Traverse (Cape Traverse), Rivière-des-Blonds (Tryon) et Rivière-aux-Crapauds (Crapaud) échappent à la déportation. Au lieu de fuir, il semble que plusieurs habitants se sont tout simplement cachés dans la forêt en attendant le départ des Britanniques. Nicolas Gautier, faisant partie d'une influente famille acadienne connue pour son opposition au pouvoir britannique, est l'une des personnes s'impliquant dans l'évacuation de l'île. Il est probablement aidé par Jean-François Bourdon, le commandant au fleuve Ristigouche, et Charles Deschamps de Boishébert, menant une guérilla en Acadie. Il est donc vraisemblable, selon Earle Lockerby, que les événements d'octobre soient liés à un plan plus vaste de résistance. La famille Bugeau est une autre famille influente s'impliquant dans la résistance. En plus de la Ristigouche, il semble que quelques-uns des réfugiés se rendent à Saint-Pierre-et-Miquelon. Les recensements et les registres paroissiaux prouvent d'ailleurs la présence de centaines des réfugiés de l'île, notamment à Sainte-Anne-de-Ristigouche, désormais Atholville. Certaines personnalités notables de l'île parviennent à trouver refuge, tels que le curé Bernard-Sylvestre Dosque et l'officier James Johnstone.
Après l'arrivée des Britanniques, plusieurs Acadiens se regroupent à Malpèque et quittent l'île à bord de quatre goélettes en emportant une grande quantité de bétail. Le capitaine Bond se plaint, dans une lettre du 12 octobre, qu'une goélette armée de six canons défend la population. Philipp Durell croit que c'est la même qui a été poursuivie dans le fleuve Miramichi le 15 septembre. Le 18 octobre, Philipp Durell envoie une chaloupe vers l'île Saint-Jean afin d'informer Rollo de la situation. Le 20 octobre, le capitaine Maximillian Jacobs prend la direction de l'île à bord du croiseur Kennington. Il ne voit rien durant une dizaine de jours mais c'est surtout dû au trajet emprunté, qui l'éloigne de l'île Saint-Jean et le fait passer proche des îles de la Madeleine et de Gaspé.
Les Micmacs s'impliquent dans la lutte des Acadiens contre les Britanniques ; il y a à l'époque 150 Micmacs vivant à l'extrémité Nord-Ouest de l'île. Leur chef est d'ailleurs mort durant la bataille de Fort Beauséjour, en 1755, et plusieurs Micmacs de l'île sont impliqués dans la défense du fort Gaspareaux la même année. Sur l'île, les Micmacs aident au transport des Acadiens et de leur bétail et tuent celui ne pouvant pas être transporté afin d'éviter que les Britanniques le gardent comme butin. Il semble que leurs actions ne dérangent pas vraiment les plans des Britanniques – Andrew Rollo en parle dans un seul rapport – et les soldats ne mènent aucune action concrète contre cette population.
Il se peut que les Britanniques aient laissé délibérément certains Acadiens malades sur l'île.

## Expulsion

### Première vague

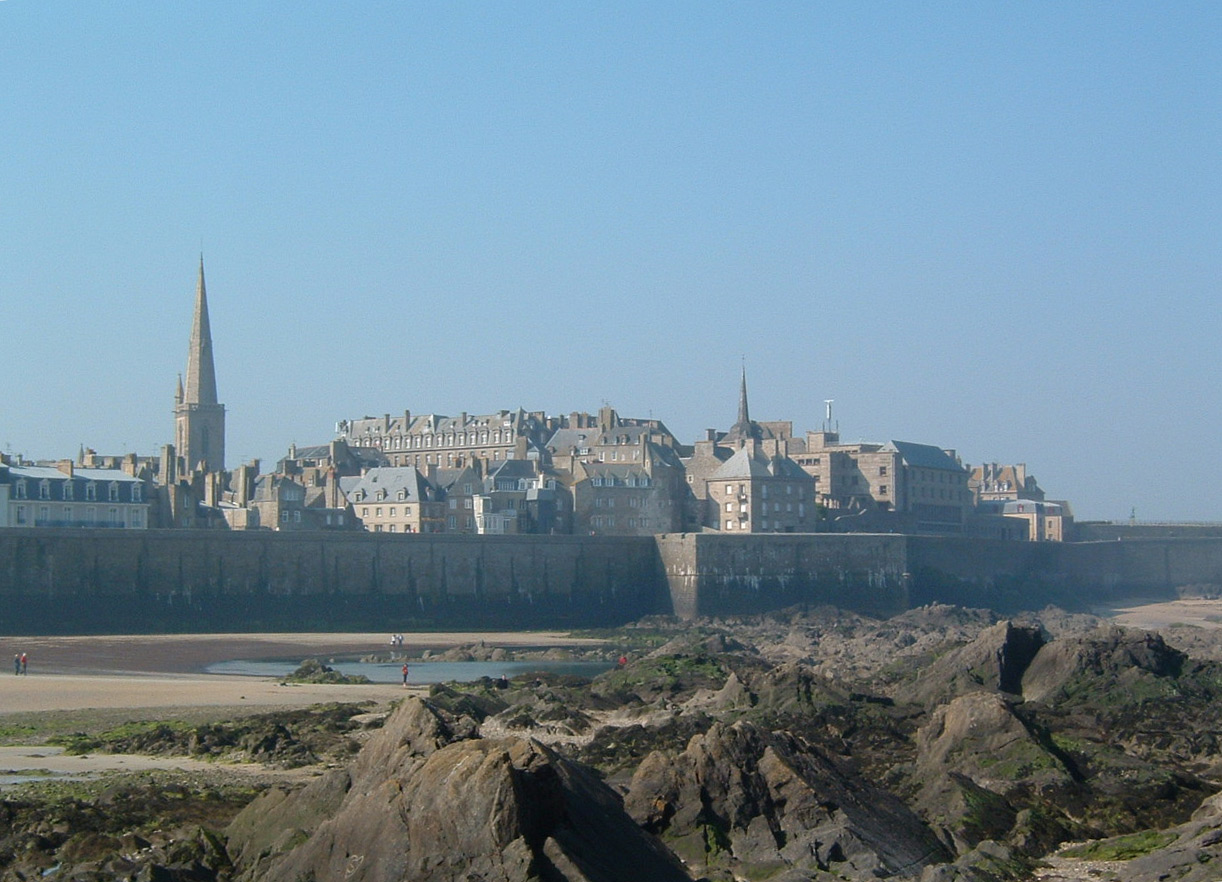
Vue actuelle de la ville close de Saint-Malo.

La flotte atteint Louisbourg le 4 septembre. Le major Villejouin, 19 officiers de Louisbourg et 24 autres personnes sont embarqués le 13 septembre sur le York, commandé par Hugh Pigot, et arrivent à Spithead, en Angleterre, le 27 octobre ou peut-être plus tôt, après un voyage difficile. Les soldats français de la garnison de Port-la-Joye sont déportés en Angleterre mais il semble que plusieurs soient transférés en France à la fin 1758 ou au début 1759. Peu après le 4 septembre, 327 civils sont installés sur le Duke of Cumberland, commandé par Thomas Hurry, à destination de La Rochelle, où ils sont échangés contre 38 prisonniers anglais. Le 10 septembre, le Richmond et le Britania partent vers La Rochelle, avec respectivement 284 et 312 prisonniers. Ces deux navires doivent ensuite transférer 248 prisonniers anglais à Plymouth. Un peu plus de deux semaines plus tard, la Mary et la Sukey quittent Louisbourg à destination de Saint-Malo, avec à leur bord 600 prisonniers ; la plupart de l'île Royale mais certains, à bord de la Mary, originaires de l'île Saint-Jean.

### Deuxième vague

#### Voyage vers Louisbourg
Le Hind quitte Port-la-Joye le 4 novembre 1758, accompagné du Briton et du Richard and Mary – transportant des troupes excédentaires – ainsi que plusieurs autres bateaux transportant des prisonniers, dont le Tamerlane et le Parnasus. La flotte pénètre dans le détroit de Canso le 5 mais le Tamerlane et le Parnasus s'échouent respectivement le 6 et le 7 novembre à cause des forts vents. Une partie de la flotte passe près de l'isle Madame le 13 novembre mais le Richard and Mary s'échoue sur un rocher submergé. Il coule rapidement mais tous les passagers parviennent à rejoindre la terre ferme. Le Hind tente de le sauver, sans succès. Le capitaine John Moore, du Richard and Mary, ainsi qu'une bonne partie de son équipage sont transférés sur le Duke William. Le Briton et le Hind arrivent à Louisbourg le 14. Le Tamerlane est remis à flot mais le Parnasus est abandonné et les prisonniers répartis sur d'autres bateaux. Du secours est envoyé vers l'épave du Richard and Mary dès l'arrivée du Hind mais les vents contraires empêchent le départ avant le 20 novembre ; une mission de reconnaissance terrestre est envoyée entre-temps. Lorsqu'ils arrivent enfin à destination, un officier du Richard and Mary avait déjà rejoint les navires n'ayant pas encore traversé le détroit de Canso. Tous les passagers y sont embarqués et rejoignent finalement Louisbourg le 22 novembre. Dix-huit militaires du Richard and Mary sont envoyés à Boston à cause de leur mauvais état de santé. Plusieurs autres sont envoyés vers Halifax le 22 novembre. Le mauvais temps les forcent à retourner à Louisbourg le 8 décembre, où ils sont hospitalisés d'urgence.

#### Premières traversées vers l'Europe

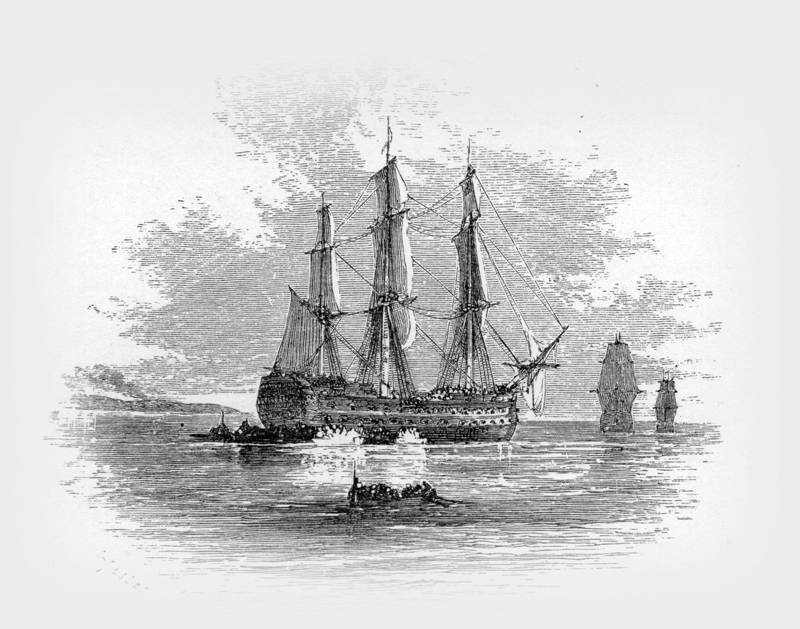
Gravure de Myles Birket Foster représentant les bateaux de la déportation des Acadiens, illustrant le poème Évangéline (1866).

Le Supply fait une escale imprévue à Bideford, en Angleterre, vers le 20 décembre 1758, à cause du manque de vivres. Il n'arrive à Saint-Malo que le 9 mars, c'est-à-dire plus de deux mois plus tard, sans explication apparente, alors que le trajet est court et que l'Amirauté ne fournit des provisions que pour cinq semaines. D'ailleurs, 140 passagers arrivent en France, soit 25 de moins qu'à l'arrivée à Bideford ; les autres sont morts durant le voyage. Le Neptune fait escale à Portsmouth vers le 23 décembre, pour cause de manque de vivres et de maladie chez les prisonniers. Un chirurgien français est invité à bord. La date d'arrivée du bateau en France n'est pas connue mais il est de retour en Angleterre le 24 janvier. Il semble que le Three Sisters traverse l'océan sans encombre mais qu'il fait ensuite une escale imprévue à Portsmouth, ou qu'il est utilisé pour transférer des déportés entre ce port et Saint-Malo.
Le Tamerlane est le premier navire à atteindre directement Saint-Malo, le 16 janvier 1759 ; il débarque 54 passagers. Entre 665 et 690 déportés sont débarqués à Saint-Malo le 23 janvier par le John and Samuel, le Matthias, le Patience, le Restoration et le Yarmouth. Le Matthias et le Yarmouth atteignent Les Downs début février, sans que l'échange de prisonniers britanniques ait pu se faire. La France considère en effet que les déportés ne sont pas de prisonniers de guerre et ne veut donc pas les échanger, contrairement à ce qui était prévu par Boscawen. Selon Earle Lockerby, aucun autre navire n'a sans doute pu réaliser d'échange si l'on se fie à cette logique.

#### Naufrages

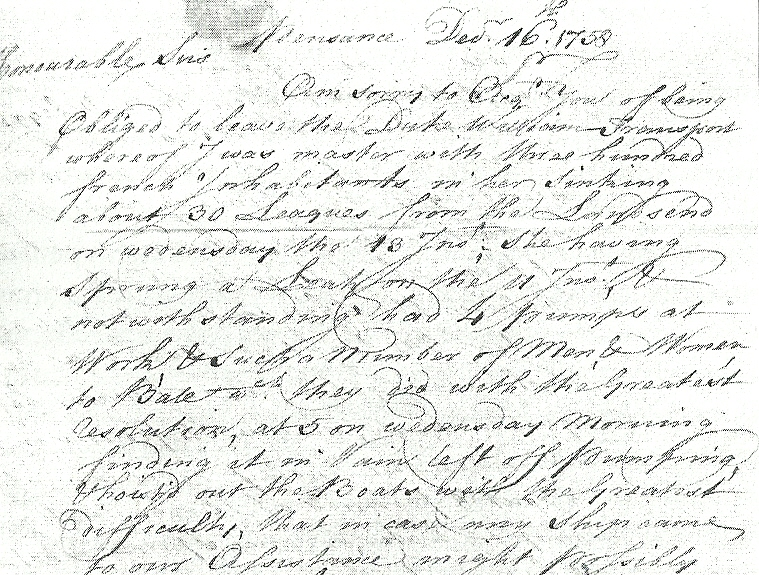
Lettre écrite par le capitaine William Nichols du Duke William, adressée à l'Amirauté le 16 décembre 1758.

Le Duke William, le John and Samuel, le Neptune, le Ruby, le Violet, le Yarmouth et quelques autres navires quittent en groupe le détroit de Canso, le 25 novembre 1758. Au cours de la traversée de l'Atlantique, une tempête disperse la flotte. Le Duke William croise enfin le Violet le 10 décembre, découvrant son piteux état et le fait qu'il prenne l'eau. Le Violet sombre le 12 décembre et il n'y a aucun survivant. Selon un témoignage, le Duke William aurait subi lui-même une fuite dès le 29 novembre, alors que selon d'autres sources, c'est après avoir croisé le Violet que de grosses vagues engendrent des voies d'eau et qu'une d'elles brise sa coque le 10 ou le 11 décembre. Le cotre et la chaloupe sont mis à l'eau avec difficulté le 13 décembre, alors que les prisonniers supplient le capitaine du bateau Nichols de les sauver. Le capitaine, son second capitaine, vingt membres d'équipage, quatre des personnes ayant été transférées du Richard and Mary ainsi que le curé Jacques Girard montent à bord de la chaloupe tandis qu'un officier et huit membres d'équipage montent dans le cotre. La chaloupe arrive en vue des Cornouailles quelques jours plus tard et accoste à Penzance, tandis que le cotre arrive au Land's End. Plus tard le 13 décembre, juste avant que le Duke William coule, quatre prisonniers masculins parviennent à embarquer sur le canot et arrivent sains et saufs à Falmouth.
Le Ruby, qui devait se rendre à Saint-Malo, heurte des hauts-fonds en passant au sud des Açores. Le capitaine Kelly décide alors de se rendre à l'île de Faial mais finit par faire échouer le navire sur des rochers à l'île de Pico, le 16 décembre. 120 prisonniers sur les 310 survivent, ainsi que 23 membres d'équipage sur les 26. 87 prisonniers sont transférés sur la goélette portugaise Santa Catherina, qui arrive à Portsmouth le 4 février 1759 ou un peu plus tôt. Ses passagers doivent être transférés sur le Three Sisters à destination de la France mais les ordres sont délivrés trop tard et ce bateau a déjà quitté le port. Après avoir déchargé ses passagers au Havre, le Three Sisters revient en Angleterre. Les 87 passagers du Ruby sont toutefois placés sur le Bird, quittant Portsmouth le 10 février et arrivant à Cherbourg le 15 février. Le sort des 23 militaires et des 33 autres passagers est inconnu ; il se peut qu'ils aient été transférés vers l'Angleterre, la France ou le Portugal à bord d'un autre bateau.

#### LaMary
La Mary, le plus gros bateau de transport avec ses 600 tonneaux, prend 560 passagers qui avaient été débarqués à Louisbourg le 4 septembre 1758. Elle quitte la forteresse le 27 septembre à destination de Saint-Malo mais elle largue l'ancre dans le Solent, à proximité de l'île de Wight, en Angleterre, le 31 octobre, car plusieurs — voire la plupart — des passagers souffrent de maladie et que le bateau a subi des fuites. 240 à 260 personnes, pour la plupart des enfants, ont été immergées en mer. Le Bird et le Desire sont choisis le 3 novembre pour secourir les passagers mais leurs équipages désertent effrayés par la maladie. Le 12, un chirurgien détermine que la maladie n'est pas contagieuse et les passagers les plus mal-en-point sont transférés à bord du Desire, alors qu'on leur fournit des provisions et que l'équipage est remplacé. L'amirauté est inquiète pour son image ; elle redoute d'ailleurs que le capitaine Donaldson ait maltraité les prisonniers. Suivant les recommandations du chirurgien, elle ordonne le transfert des prisonniers le 13 décembre et des chirurgiens français, emportant quelques médicaments, sont admis à bord le 15. Deux navires anglais atteignent Cherbourg à la fin novembre ; ce sont peut-être le Bird et le Desire, ou du moins ils emportent une partie de leurs passagers.

#### Autres bateaux
Le sort du Scarborough et de l'autre Mary, ayant vraisemblablement quitté Port-la-Joye avec des prisonniers, est inconnu. Il se peut que l'un d'eux soit le navire qui fait escale à Boulogne-sur-Mer le 26 décembre 1758 en raison d'une tempête. Il transporte 179 passagers mais plusieurs autres sont morts en mer. L'autre bateau pourrait s'être échoué sur les côtes d'Espagne comme le rapporte une lettre du curé Jacques Girard ; plusieurs personnes seraient mortes à son bord.
En 1768, le prêtre missionnaire français Jean-Louis Le Loutre mentionne dans une lettre que trois navires ont sombré en haute mer. En fait, seuls le Duke William et le Violet ont fait naufrage en haute mer, et non le Ruby, qui s'est échoué sur des rochers, ni le navire échoué en Espagne. L'historien canadien William Wood, soutenu entre autres par l'Américain Fairfax Downey, affirme, sans citer de sources, que 200 autres Acadiens ont fait naufrage au large de l'île Saint-Jean. Selon Earle Lockerby, il se peut tout simplement que l'abbé Le Loutre se soit trompé.

## Déportés

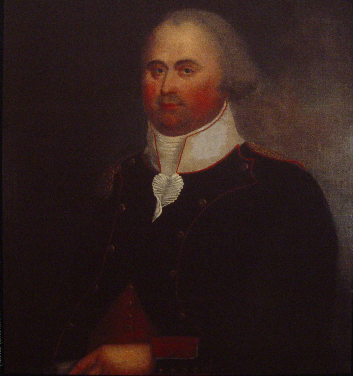
Portrait de Pierre Douville (1745-1794), déporté à l'âge de 13 ans. Ce portrait, peint vers 1790, est le seul connu d'une personne ayant résidé sur l'île avant la déportation.

Il semble que tous les civils transférés directement en France et tous les militaires déportés en Angleterre survivent à la traversée. Ce n'est pas le cas des autres navires. Les maladies sont en effet très courantes à bord et de nombreuses personnes meurent durant la traversée. Dans le cas des cinq navires arrivés à Saint-Malo le 23 décembre 1758, un tiers des passagers sont morts. De nombreux déportés sont envoyés d'urgence à l'hôpital, où plusieurs meurent. Certains autres meurent jusqu'à deux à trois ans après leur arrivée des maladies contractées durant la traversée.
Plusieurs personnalités notables figurent parmi les déportés. Anne Villejouin, la femme du commandant de l'île, reste en Angleterre pendant la guerre ; la France lui fournit des domestiques et l'aide financièrement. Le major Gabriel Rousseau de Villejouin est, quant à lui, rapatrié en France peu avant le 22 janvier 1759 et est envoyé à La Rochelle. Son dernier poste, en 1763, est celui de gouverneur de l'île La Désirade, en Guadeloupe. Le prêtre Pierre Cassiet tombe malade durant la traversée. Il existe plusieurs théories sur son sort mais il est certain qu'il se rend à Morlaix pour se soigner. Plusieurs auteurs ont mentionné que le prêtre Jean Biscarat meurt durant un naufrage, ce qui est faux, mais il perd tout de même la vie peu de temps après son arrivée en Angleterre ; Cassiet et Biscarat pourraient en fait avoir été sur la Mary, ce qui expliquerait leur état de santé. Jean-Gabriel Berbudeau, subdélégué à l'île Saint-Jean et chirurgien, arrive sain et sauf le 28 avril 1759, ou peut-être plus tôt, à La Rochelle avec sa famille, où il soigne les Acadiens. Nicolas Deslongrais, maître de l'entrepôt royal de l'île, quitte La Rochelle le 28 avril pour Paris. Madame de la Bregeonnière, épouse du capitaine aide-major de Port-la-Joye, arrive à Saint-Malo le 17 novembre à bord du Queen of Spain, accompagnée de trois enfants. Son époux arrive quant à lui en France le 22 juillet 1759 après avoir été détenu en Angleterre.
Il se peut que certains des déportés de l'île Saint-Jean soient gardés prisonniers en Angleterre jusqu'à la fin de la guerre de Sept Ans, en 1763. En mai de cette année-là, alors que les Acadiens détenus en Angleterre sont préparés à être expulsés vers la France, le sort de 40 habitants de l'île Saint-Jean fait l'objet d'un contentieux, les Français se demandant s'ils doivent être considérés comme des Acadiens. Ces 40 personnes pourraient être des passagers du Neptune, des survivants de la Mary ou des survivants du Ruby ayant atteint l'Angleterre à bord d'un autre bateau que le Santa Catherina. La théorie la plus plausible de leur présence dans le pays, selon Earle Lockerby, est qu'ils aient été capturés en pleine mer au cours de la guerre, certains Acadiens s'étant fait corsaires.

## Évadés
En 1760, des Acadiens viennent au fort Amherst pour signer un serment d'allégeance, avant de s'établir à proximité. Les Acadiens cachés sur l'île vivent dans des conditions misérables et doivent quêter de la nourriture au capitaine John Adams du fort Amherst, qui se plaint toutefois que ses provisions sont presque à court, signifiant que le nombre de survivants est assez important. L'aide alimentaire se poursuit jusqu'en 1762.
Pendant longtemps, les historiens ont pensé que les Acadiens de l'Île-du-Prince-Édouard descendaient tous de ceux qui s'étaient cachés dans les environs de Malpèque mais des recherches publiées à la fin du XXe siècle démontrent que quelques familles déportées parviennent à revenir sur l'île après 1763.

## Historiographie

### Études
Peu d'historiens s'intéressent au Grand Dérangement jusqu'à la seconde moitié du XIXe siècle. Jusqu'au début du XXe siècle, le sujet est souvent abordé sous forme de débat car les événements opposent des Anglo-protestants à des Franco-catholiques ; les arguments pour ou contre les événements dépendent donc souvent de la culture ou de la religion de l'auteur. Les recherches prennent une tournure plus neutre au cours du XXe siècle mais certains événements comme la déportation de l'île Saint-Jean ne sont pas étudiés de façon précise. L'historiographie des événements est toujours influencée par l'étude qu'en fait le clergé catholique. À la fin du XXe siècle, la plupart des études du Grand Dérangement sont faites dans un contexte plus vaste de l'histoire de l'Acadie. La plupart des chercheurs étudient les événements de 1755 et accordent moins d'importance aux événements des autres années, tel que la déportation de l'île Saint-Jean, l'une des raisons étant que la plupart des Acadiens comptent des déportés de 1755 parmi leurs ancêtres. La déportation de l'île Saint-Jean est généralement comprise dans des études portant sur des Acadiens de l'Île-du-Prince-Édouard ainsi que sur l'histoire de l'Île-du-Prince-Édouard et du catholicisme dans cette province ; en fait, ces études n'incluent bien souvent que quelques lignes sur ce sujet. L'étude la plus complète, A History of Prince Edward Island, date de 1923 et est l'œuvre d'Alexander Bannerman Warburton ; l'étude faite par Daniel Cobb Harvey en 1926, The French Régime in Prince Edward Island, est plus courte mais plus académique.
Les principales sources primaires concernant la déportation de l'île Saint-Jean sont conservées au Public Record Office (PRO) de Londres. Il n'existe pas beaucoup de sources en langue française quoique les Archives nationales de France comptent de nombreux documents sur l'aide fournie aux réfugiés de l'île Saint-Jean. Warburton et Harvey se basent principalement sur les archives du PRO et sur quelques documents des Archives nationales. Warburton puise aussi dans les documents de l'Amirauté. Plusieurs autres historiens se basent plutôt sur des sources secondaires. Ces études ont longtemps fait autorité, conduisant ainsi la plupart des historiens à répandre des exagérations et de fausses informations à ce sujet.
En 2008, après plus de 70 ans sans recherche importante, Earle Lockerby publie The Deportation of the Acadians from Ile St.-Jean, 1758. Il se base sur l'étude plus approfondie des documents du PRO, notamment le journal de bord du Hind, le journal de l'amiral Boscawen, qui donne la liste des navires utilisés, ainsi que des documents sur les vaisseaux et leurs capitaines et d'autres traitant des passagers ayant passé par l'Angleterre et, finalement, la correspondance des dirigeants. Malheureusement, si quelques clichés montrent qu'il a eu accès à certains documents, Earle Lockerby ne produit aucune de ses sources dans son ouvrage.
Les documents du PRO doivent être examinés de façon prudente et critique car elles ne concernent qu'un point de vue, celui du vainqueur. La recherche historique n'est pas terminée dans les différents dépôts d'archives en France, au Canada, en Grande-Bretagne, en Irlande mais aussi aux États-Unis et aussi en Espagne, aux Antilles et dans les archives du Vatican. Un appel à la recherche avait d'ailleurs été lancé lors de la commémoration de la déportation en 2008.
Les déportés ont écrit et beaucoup. Jean François Mouhot dans sa thèse sur les Acadiens réfugiés en France précise à la page 44 de son annexe que "les quelques lettres présentées ci-dessus ne sont que des vestiges d'une correspondance plus abondante et que de nombreuses autres missives dorment peut être encore dans des greniers canadiens ou français, ou dans des dépôts d'archives où elles auront échappé à la sagacité des historiens." Et il ajoute dans une note où il cite une source du PRO : "On pense notamment aux nombreuses lettres interceptées par des vaisseaux anglais et dont certaines sont encore conservées dans les archives britanniques PRO High Court of Admiralty (HCA) 30 series intercepted mails 232 à 265."
Aux Archives nationales de France, des documents concernant l'arrivée des bateaux n'avaient pas été bien étudiés. Un autre document important est découvert dans les archives du port de Saint-Servan, conservées au service historique de la Défense à Brest, et comprend une liste de prisonniers débarqués de sept navires à Saint-Malo, ainsi que le nom des passagers morts en mer.

### Nombre de déportés et d'évadés

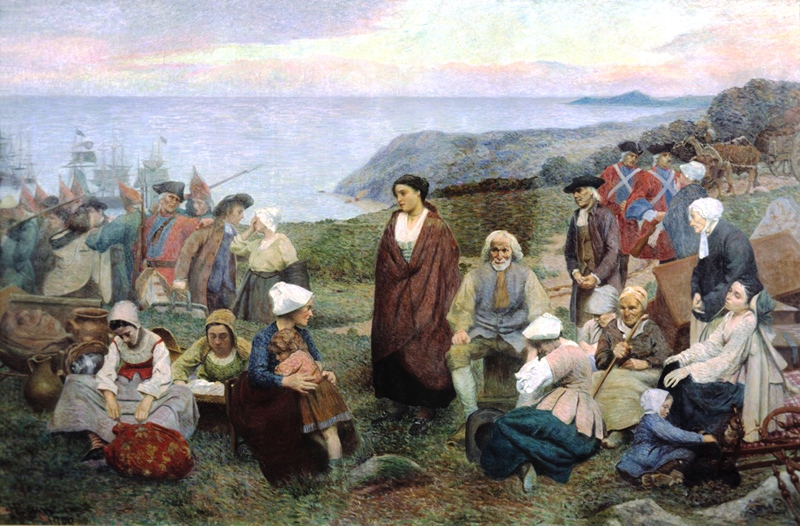
La Déportation des Acadiens, par Henri Beau (1900).

De nombreuses sources mentionnent le nombre d'habitants sur l'île avant la déportation mais peu d'historiens ont en réalité étudié le sujet. Les Britanniques ont estimé tout d'abord la population de l'île, en excluant les membres du gouvernement, de la garnison et de leurs familles, à tout au plus 500 personnes mais se ravisent à un nombre de 4 100 habitants, d'après les informations fournies par Rollo,. 692 personnes avaient alors été déportées, et les Britanniques crurent qu'il en restait encore 3 640. Le nombre total de personnes devait en fait s'élever à 4 232, en comptant les 132 militaires et administrateurs. En soustrayant 132 personnes du premier contingent de déportés, cela donne 560 personnes : le nombre exact de passagers à bord de la Mary, qui voyage de Louisbourg à Saint-Malo. Cela ne signifie pas pour autant que l'estimation de Rollo soit exacte. L'estimation la plus généreuse des historiens donne 10 000 personnes. La population de l'île augmente considérablement au cours des années 1750 en raison de l'arrivée de réfugiés mais il n'existe aucun recensement fiable pour 1757 ou même 1756. En 1757, Henri-Marie Dubreil de Pontbriand, l'archevêque de Québec, écrit que l'île compte au moins 6 000 habitants. Villejouin lui-même mentionne dans une lettre écrite au début de la déportation que 700 personnes sont détenues avec lui et que 4 000 attendent d'être déportés, portant le nombre total d'habitants à 4 700, ce qui inclut les 132 militaires, membres du gouvernement et leurs familles. Il est impossible de savoir si ce nombre inclut les personnes en fuite. Mais la lettre a été écrite au tout début de la déportation, ces derniers devaient donc être encore peu nombreux. Selon Earle Lockerby, Villejouin était le plus à même de connaître la population exacte de l'île, et considère qu'il est improbable que la population puisse s'être élevée à plus de 5 000 personnes et presque impossible qu'il y ait eu plus de 5 500 habitants. Il parvient plutôt à une estimation de 4 600 habitants, ou 4 700 en tenant compte du gouvernement et de la garnison.
Il existe plusieurs estimations du nombre de déportés. L'historien John Stewart McLennan, spécialiste de la forteresse de Louisbourg, note 3 540 personnes mais Earle Lockerby rappelle que ce n'est que le nombre de personnes attendant toujours d'être déportées, le 8 septembre 1758. Cet historien considère aussi le nombre de 3 500 personnes calculé par Daniel Cobb Harvey comme étant un peu trop haut. Les lettres de Rollo et de Whitmore permettent de toute manière de calculer un nombre total de 3 107 personnes, en incluant le gouvernement et la garnison.
Il est impossible de connaître avec précision le nombre de personnes parvenues à se cacher sur l'île, notamment parce que plusieurs se sont déplacés entre 1759 et 1763, tandis que des gens se sont réfugiés sur l'île au cours de la même période. Le nombre d'évadés a été estimé à 600 par Parcs Canada, environ 1 000 par Bona Arsenault, 1 500 par Georges Arsenault et « environ un tiers de la population » par François-Edme Rameau de Saint-Père, repris par Bona Arsenault. En tenant compte des diverses estimations de la population et du nombre de déportés, un nombre de 1 500 évadés correspondrait « environ au tiers de la population », s'il y avait eu 4 500 habitants, ce qui est très proche de l'estimation de 4 600 habitants d'Earle Lockerby.
Il y avait au moins seize familles, soit environ cent personnes, présentes sur l'île après 1762. En 1764, Samuel Johannes Holland estime le nombre de familles acadiennes à 30, et une autre estimation donne 300 habitants. Ces nombres incluraient des Acadiens retournant d'exil et aussi des nouveaux arrivants. Earle Lockerby estime que, si environ 1 600 personnes ont échappé à la déportation, entre 1 400 et 1 500 ont quitté l'île et il ne reste donc que 100 à 200 personnes sur l'île en 1759.
| Nombre d'habitants à l'arrivée de Rollo       | 4700      | 4700      |
| Population civile                             | 4600      | 4600      |
| Militaires et gouvernement                    | 100       | 100       |
|                                               |           |           |
| Nombre de déportés                            | 3100      | 3100      |
| Population civile                             | 3000      | 3000      |
| Militaires et gouvernement                    | 100       | 100       |
|                                               |           |           |
| Nombre de personnes ayant fui l'île           | 1400-1500 | 1400-1500 |
| Nombre de personnes restant sur l'île en 1759 | 100-200   | 100-200   |

### Nombre de morts
Il est tout aussi impossible de connaître avec précision le nombre de morts à bord des bateaux. En fait, la plupart des recherches se concentrent surtout sur les naufragés du Duke William et du Violet mais le Ruby et probablement d'autres navires ont aussi fait naufrage. La mortalité pour cause de maladies est très élevée à bord de la Mary, de l'ordre de 45 %. Les cinq bateaux arrivés à Saint-Malo le 23 janvier 1759 ont perdu 33 % de leurs passagers pour cette même raison. Les prisonniers du Supply ont été moins touchés, seulement 15 % ayant perdu la vie au cours de la traversée. Environ 10 % des passagers du Tamerlane sont morts. Selon Earle Lockerby, un taux de mortalité de 33 % pour les autres navires serait raisonnable. La traversée du Duke William et du Violet ayant été raccourci d'au moins un mois comparativement aux autres bateaux, Earle Lockeby estime leur taux de mortalité pour cause de maladie à 25 %. Selon le même auteur, plus de la moitié des déportés sont morts ainsi durant la traversée de l'Atlantique, et davantage sont morts de maladies que de naufrages. En fait, selon cette estimation, un nombre équivalent de personnes sont morts durant la traversée ou ont échappé à la déportation. Cette estimation ne tient toutefois pas compte des déportés morts après leur arrivée en Angleterre ou à l'hôpital en France. Selon les historiens canadiens Milton et Norma Rieder, 205 passagers sur les sept navires ayant rejoint directement Saint-Malo sont morts de maladie dans les deux ou trois ans suivant leur débarquement, soit un taux de mortalité de près de 24 %. Les naufrages de la déportation de l'île Saint-Jean ont fait plus de morts que tout autre événement de la déportation des Acadiens. Le 13 décembre 1758, jour du naufrage du Duke William, est donc le plus meurtrier de tous.
| Nom                                                   | Nombre de prisonniers | Nombre de morts de maladie | Nombre de morts de noyade | Nombre total de morts |
| ----------------------------------------------------- | --------------------- | -------------------------- | ------------------------- | --------------------- |
| Duke William                                          | 400                   | 100                        | 296                       | 396                   |
| John and Samuel Mathias Patience Restoration Yarmouth | 1020                  | 342                        | 0                         | 342                   |
| Mary                                                  | 560                   | 255                        | 0                         | 255                   |
| Ruby                                                  | 310                   | 77                         | 113                       | 190                   |
| Supply                                                | 165                   | 25                         | 0                         | 25                    |
| Tamerlane                                             | 60                    | 6                          | 0                         | 6                     |
| Violet                                                | 360                   | 90                         | 270                       | 360                   |
| Autres bateaux                                        | 225                   | 75                         | 0                         | 75                    |

### Affaire des scalps
Si l'on en croit une lettre de Boscawen à William Pitt l'Ancien, les Britanniques auraient découvert des scalps dans la résidence de Gabriel Rousseau de Villejouin. Ce dernier aurait promis un paiement en échange des scalps. La présence de ces scalps est un sujet controversé. La lettre mentionne bien « plusieurs scalps » (« several scalps ») mais certains historiens transformèrent cette affirmation en « un nombre considérable » (« considerable number ») et, plus tard, en « une énorme quantité » (« a vast number »). Deux historiens de l'île, A.B. Warburton et Andrew MacPhail, nient tout simplement qu'il ait pu y avoir des scalps, considérant cela comme un grossier contresens (« gross misinterpretation »),. Selon Earle Lockerby, il existe tout de même plusieurs preuves de la pratique de la scalpation durant cet épisode de guerre et leur présence chez le major Villejouin serait donc plausible selon lui. Les Français eux-mêmes ont mentionné à plusieurs reprises la scalpation de Britanniques et plusieurs dirigeants à Louisbourg et en France ont approuvé cette pratique. Pierre Gautier, le frère de Nicolas, a participé à plusieurs attaques avec des Micmacs de l'île, et a rapporté des scalps. L'implication de la population de l'île dans cette pratique n'est pas connue mais les habitants de Ramchèque – désormais Wallace, en Nouvelle-Écosse – ont avoué, en 1755, avoir fourni des munitions et des provisions aux Micmacs de l'île Saint-Jean lors de leurs attaques.

### Mythes

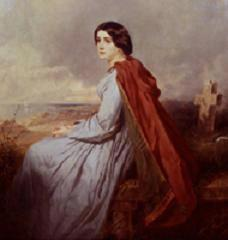
Évangéline, peinture de Cornelius Krieghoff, 1857. Galerie d'art Beaverbrook, Fredericton.

La déportation de l'île Saint-Jean est souvent associée au contexte plus général de la déportation des Acadiens, ayant commencé trois ans plus tôt, en 1755. L'une des erreurs courantes, selon Earle Lockerby, est d'appliquer les caractéristiques des événements de 1755 à ceux de l'île Saint-Jean. Le poème Evangéline (1847), de l'Américain Henry Longfellow, a de plus contribué à créer un mythe autour de la déportation des Acadiens. Ce poème raconte l'histoire d'Évangéline et Gabriel, deux Acadiens de Grand-Pré séparés par la déportation. Quoique ce poème revête une importance considérable dans l'histoire acadienne, il contient de nombreuses imprécisions. Certaines de ces idées persistent jusqu’à nos jours et même des textes plus récents, comme Histoire des Acadiens (1955) de Robert Rumilly, les reprennent sans discernement. Parmi les autres livres ayant déformés ou inventés des faits figurent le manuel scolaire The Story of Prince Edward Island, qui soutient que Rollo n'a pas embarqué les habitants de Malpèque parce qu'il n'y avait plus de place à bord des bateaux.
L'un des mythes les plus tenaces est celui de la déportation des Acadiens directement en Louisiane. Des Acadiens de l'île Saint-Jean se sont effectivement rendus en Louisiane mais la plupart du temps au moins une décennie après la déportation et en général à partir de Saint-Domingue ou de la France. Cette croyance entre d'ailleurs en contradiction avec les allégations selon lesquelles les Britanniques ont volontairement séparé un grand nombre de familles. Un autre mythe, spécifique à la déportation de l'île Saint-Jean, soutient que les Acadiens ont été tassés pêle-mêle sur de vieux bateaux, ce qui aurait contribué aux naufrages et aux maladies. En fait, selon un rapport de 1758, tous les bateaux utilisés étaient en bon état et certains ont été utilisés pendant plusieurs années par la suite. L'idée des bateaux surpeuplés provient vraisemblablement du fait que le gouverneur de la Nouvelle-Écosse, Charles Lawrence, décide en 1755 de mettre deux fois plus de prisonniers sur les bateaux que leur charge habituelle. Le plan de déportation de l'île Saint-Jean prévoyait toutefois de placer 3 890 passagers dans divers bateaux totalisant une capacité de 4 354 tonneaux, soit un ratio de 0,89 passager par tonneau, comparativement aux 2 passagers par tonneau selon Charles Lawrence. Le nombre de déportés ayant été plus bas que prévu, et même en tenant compte du transfert de passagers du Parnassus à d'autres navires, Earle Lockerby arrive à une moyenne réelle de moins de 0,8 passager par tonneaux. Ce ratio est en fait relativement bon par comparaison avec celui de paquebots de l'époque.
Un autre mythe veut que les troupes de Rollo aient tué le bétail des populations. Il n'existe aucune preuve de cette pratique, quoique les historiens sachent que certains animaux ont été tués pour nourrir les soldats et probablement pour approvisionner les bateaux ; le bétail abandonné était alors considéré comme une propriété de la couronne. Samuel Johannes Holland note tout de même la présence de 100 animaux de ferme en 1764, quoique ceux-ci aient pu être introduits après la déportation. L'historien canadien John MacGregor rapporte en 1828 le témoignage d'un vieil Acadien soutenant que plusieurs chevaux se seraient retrouvés en liberté après la déportation.
La croyance voulant que les Acadiens ayant échappé à la déportation se soient cachés dans la forêt jusqu'à la fin de la guerre de Sept Ans, en 1763, est en grande partie non fondée, car de nombreux Acadiens demandèrent une aide alimentaire au fort Amherst en 1760 ou peut-être même plus tôt, tel que mentionné plus haut.

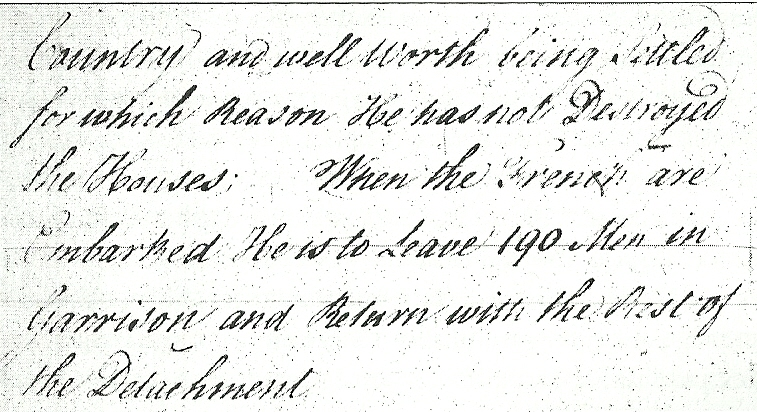
Extrait de la lettre du gouverneur Whitmore à William Pitt l'ancien.

Une autre idée répandue veut que les Britanniques aient incendié les villages acadiens. Cette pratique a été très répandue sur le continent, à la fois voulue dans les ordres donnés aux soldats et prouvée par des comptes-rendus. Henri-Raymond Casgrain semble encore une fois être le premier auteur à faire état de cette pratique, dans Une Seconde Acadie, de 1894. Il se contredit même en affirmant que cinq paroisses, incluant celles de Malpèque, sont incendiées tout en écrivant par ailleurs dans le même livre que Rollo ne s'est pas rendu jusqu'à Malpèque. MacMillan et plusieurs autres auteurs reprennent la même théorie, parfois mot pour mot. Les ordres de Amherst à destination de Rollo n'incluent d'ailleurs pas de destruction de propriété, contrairement à ce qui fut demandé, par exemple sur le continent, à Robert Monckton. Le 6 novembre 1758, Whitmore écrit à William Pitt l'ancien qu'aucune propriété n'a été détruite par Rollo à cause de la grande qualité du sol et la beauté des villages. Lorsqu'il arpente l'île entre 1764 et 1765, Samuel Johannes Holland note la présence de 398 maisons, deux églises et neuf moulins. Selon Earle Lockerby, en tenant compte du recensement de 1752, ces maisons auraient seulement pu abriter environ 2 400 personnes. Il note toutefois que Holland aurait pu oublier certaines localités ou bâtiments, et que la forte croissance de la population entre 1752 et 1758 ait pu forcer de nombreux habitants à s'entasser dans les maisons existantes. En comparant des rapports contemporains avec celui de Samuel Johannes Holland, Earle Lockerby en vient à la conclusion que Holland n'a pas noté la plupart des bâtiments en mauvais état car il y avait à l'époque non pas deux mais quatre églises. La définition même du mot maison (house) pourrait expliquer un nombre aussi bas. De plus, des maisons abandonnées furent démolies pour en extraire des matériaux, que ce soit pour le fort Amherst ou par des pêcheurs néo-écossais. Il n'y a en fait aucune preuve de l'incendie de quelconque structure sur l'île, quoiqu'il soit probable que les baraquements de Port-la-Joye ont été démolis. L'idée selon laquelle Rollo a fait brûler les villages persiste toutefois jusqu'à nos jours.
Cet aspect convient en fait à l'image du traitement inhumain des Acadiens par les Britanniques. Encore une fois, il semble que Henri-Raymond Casgrain ait été à l'origine de cette croyance et que d'autres historiens, comme John C. MacMillan et surtout Joseph-Henri Blanchard, ont amplifié le mythe. Les mauvais traitements ont été toutefois courants dans l'Acadie continentale.

## Commémoration et influence culturelle

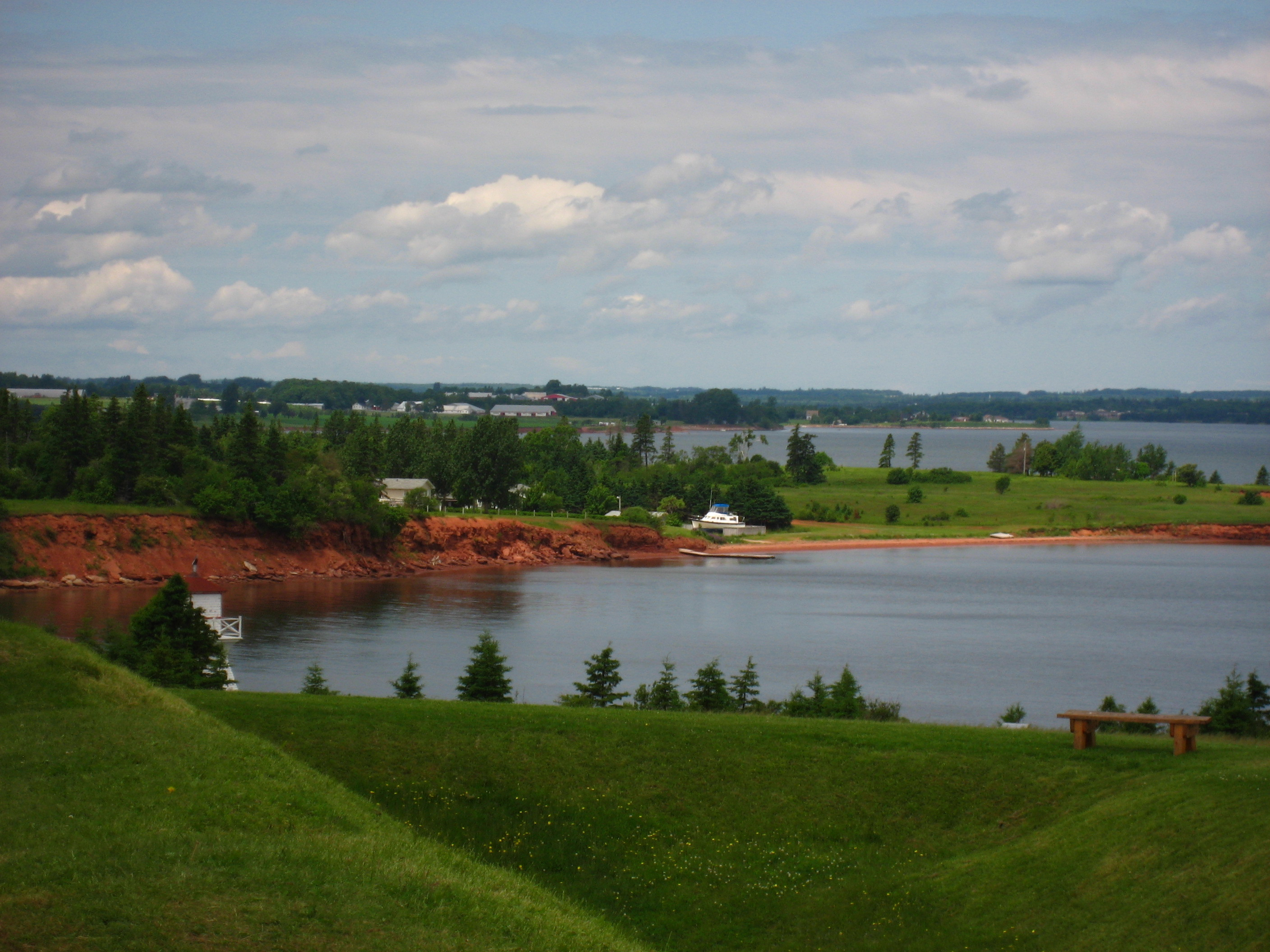
Le site de Port-la-Joye–Fort-Amherst de nos jours.

Le site de Port-la-Joye et du fort Amherst est devenu un lieu historique national.
En 2000, le généalogiste Stephen White propose que le 13 décembre, jour du naufrage du Duke William, soit reconnu comme le Jour du souvenir acadien. La première célébration a lieu en 2004 à la chapelle de l'Université de Moncton, au Nouveau-Brunswick. La première commémoration à l'Île-du-Prince-Édouard a lieu en 2008 à Port-la-Joye, à l'occasion du 250e anniversaire de la déportation. À cette occasion, un monument de la série L'Odyssée Acadienne y est inauguré. Angèle Arsenault a composé une chanson pour l'événement et Eileen Chiasson-Pendergast a monté une pièce de théâtre alors que la Première Chaîne et CBC Radio One ont produit la série radiophonique Vive l'Acadie de l'Île .

Le 19 juillet 2011, la déportation a été désignée événement historique national (en) par la commission des lieux et monuments historiques du Canada. Lewis Parker a réalisé un tableau représentant le chargement des prisonniers à Port-la-Joye.